# 짚신나물
짚신나물(Agrimonia pilosa)은 한국·일본·중국·인도 등지에 분포하는 여러해살이풀이다.

## 생태
굵은 뿌리줄기에 줄기가 나오고 높이 30-100cm이며 전체에 털이 있다. 잎은 어긋나고 우상복엽이며 작은잎은 5-7개로 타원형이고 가장자리에 톱니가 있다. 끝에 달린 3개의 작은잎은 크기가 비슷하고 작은잎 사이에 작은잎 같은 것이 달린다. 꽃은 6-8월에 피고 황색이며 총상꽃차례에 달린다. 꽃받침 통은 길이 3mm 정도이고 세로줄이 있으며 위 끝이 5개로 갈라진다. 꽃잎은 5개, 수술은 12개이며 열매는 꽃받침통 안에 들어 있다. 어린순을 나물로 하고 한방에서 선초를 이질·위궤양·자궁출혈에 사용한다.

## 이름의 유래
짚신나물을 자세히 살펴보면, 갈고리 같은 털들이 있다. 사람들의 옷이나 신발에 잘 달라붙는 성향이 있어 짚신에 붙어 이곳저곳을 붙어 다녔다는 데서 '짚신나물'이라는 이름이 유래되었다.

## 참고 문헌
- 이 문서에는 다음커뮤니케이션(현 카카오)에서 GFDL 또는 CC-SA 라이선스로 배포한 글로벌 세계대백과사전의 내용을 기초로 작성된 글이 포함되어 있습니다.